# 潟町バスストップ
潟町バスストップ（かたまちバスストップ）は、新潟県上越市の北陸自動車道上にある高速バス停留所。

## 停車する路線

### 県外線
- 直江津・高田・柏崎 - 池袋線（池袋行は乗車のみ、直江津行は降車のみ）
頸城BS - 潟町BS - 柿崎BS

### 県内線
- 【ときライナー】Ｊ 上越線
- 【ときライナー】Ｉ 糸魚川線
頸城BS - 潟町BS - 柿崎BS

## 周辺
- JR信越本線 潟町駅 - 徒歩約15分
- 新潟県立大潟水と森公園 - 徒歩約5分
- 鵜の浜温泉
- 上越市立上越体操場ジムリーナ

## 隣
北陸自動車道
(32)上越IC - 頸城BS - (32-1)大潟PA/スマートIC - 潟町BS - (33)柿崎IC